# گمینا کراپکوویتسه
گمینا کراپکوویتسه (به لهستانی:  Gmina Krapkowice) یک گمینا در لهستان است که در شهرستان کراپکوویتسه واقع شده‌است. گمینا کراپکوویتسه ۹۷٫۴۴ کیلومتر مربع مساحت و ۲۴٬۶۰۲ نفر جمعیت دارد.

## خواهرخوانده
شهر ویسن خواهرخواندهٔ گمینا کراپکوویتسه هست.